# Masacre en Suzano
La masacre en Suzano fue un ataque escolar ocurrido el 13 de marzo de 2019 en la escuela provincial 'Professor Raul Brasil' en el municipio de Suzano, estado de São Paulo. Los autores del atentado, Guilherme Taucci Monteiro y Luiz Henrique de Castro, ambos exalumnos del centro, asesinaron a cinco estudiantes y a dos trabajadoras de la escuela. Antes del ataque, en un comercio próximo a la escuela, Taucci también había asesinado a tiros a su propio tío. Al llegar las autoridades, Taucci disparó contra su cómplice, matándolo en el acto, para posteriormente suicidarse.

## Masacre
El crimen ocurrió alrededor de las 9:30 de la mañana del miércoles 13 de marzo de 2019, en la escuela provincial Profesor Raúl Brasil, localizada en la calle Otávio Miguel de Silva, en el barrio Jardín Emperador, en el municipio de Suzano, en la Región Metropolitana de São Paulo.
Una pareja encapuchada, Guilherme Taucci Monteiro, de 17 años (n. 13 de julio de 2001), y Luiz Henrique de Castro, de 25 años (n. 16 de marzo de 1993), entró en la unidad escolar realizando diversos disparos de arma de fuego durante el horario del intervalo y alcanzando decenas de personas. Antes del crimen, el mismo día, uno de los asesinos publicó una serie de imágenes, en una red social, en que él aparecía con una máscara de calavera, portando arma de fuego y haciendo un símbolo de arma con la mano en la cabeza.
Según el censo escolar de 2017, la institución posee 358 alumnos de la segunda etapa del fundamental (6.º al 9.º año) y 693 estudiantes de la enseñanza media. La institución fue aislada por la policía, que encontró un revólver calibre 38, cuatro jet loaders, plásticos para recargar el arma, una ballesta, un arco y flecha tradicional, botellas que aparentan ser cocteles molotov, una hacha de mano y una maleta con hilos que llevó al accionamiento del escuadrón antibombas.
Momentos antes de los autores del ataque entraran a la escuela, cerca de las 9 horas, un comerciante, Jorge Antônio de Moraes, fue baleado en una tienda de vehículos en las proximidades, siendo llevado al hospital, pero no resistió a las heridas, y falleció unas horas después. La investigación analiza si hay relación entre los dos crímenes ya que se sabe que la víctima es tío de uno de los tiradores. Así como en el caso de la masacre de Realengo, los asesinos buscaron ayuda para planear el atentando en un foro de extrema derecha.

## Víctimas
Al menos dos víctimas son funcionarias de la escuela. La primera víctima en recibir los disparos fue Marilena Ferreira Vieira Umezo, coordinadora pedagógica, después de alcanzar las funcionarias, los tiradores se dirigieron al patio, alcanzando varios alumnos. Al menos seis alumnos de la enseñanza media fueron víctimas, siendo que cuatro murieron aún en la escuela y dos en el hospital.
El ataque también dejó 23 personas heridas que fueron llevadas para hospitales próximos. Dos de los heridos, que presentan estado clínico más grave, fueron transferidos para el Hospital de las Clínicas. Según la policía, Guilherme Taucci, el tirador más joven, mató a Luiz Henrique de Castro y enseguida se suicidó. Ambos eran exalumnos de la escuela.
Vea, abajo, la lista de las víctimas:

### Fallecidos

#### Alumnos
- Caio Oliveira, 15 años
- Claiton Antônio Ribeiro, 17 años
- Douglas Murilo Celestino, 16 años (llevado al Hospital de Clínicas Luzia Pinho de Melo, falleció)
- Kaio Lucas da Costa Limeira, 15 años
- Samuel Melquíades Silva de Oliveira, 16 años

#### Trabajadoras
- Marilena Ferreira Vieira Umezo, 59 años (coordinadora pedagógica de la escuela)
- Eliana Regina de Oliveira Xavier, 38 años (inspectora de la escuela)

#### Dueño de la tienda de coches
- Jorge Antônio Moraes, 51 años (tío de Guilherme Taucci, uno de los asesinos)

#### Perpetradores
- Guilherme Taucci Monteiro ,17 años
- Luiz Henrique de Castro, 25 años

### Heridos
- Adna Bezerra, 16 años: Estable
- Anderson Carrilho de Brito, 15 años: Estado grave
- Beatriz Gonçalves, 15 años: Estable
- Guilherme Ramos, 14 años: Pasa por cirugía
- Jenifer Silva Cavalcanti: Estado grave
- José Vitor Ramos Lemos: Golpeado por hacha.
- Leonardo Martínez Santos: Pasa por cirugía
- Leonardo Vinicius Santana: Estable
- Leticia Melo Nunes: Estable
- Murilo Gomes Louro Benite: Estable
- Samuel Silva Félix

## Reacciones
Diversas autoridades, políticos, parlamentarios, artistas y otras personalidades lamentaron las muertes ocurridas en la masacre en la región metropolitana de São Paulo.

### Gobierno provincial
El gobernador João Doria canceló la agenda del día y llegó a la escuela en un helicóptero, acompañado del secretario provincial de Educación, Rossieli Suenes, del secretario de Seguridad, general João Camilo Pires de Campos, y del comandante de la PM, el coronel Salles. Doria y los secretarios lamentaron profundamente el ocurrido y decretó luto de 3 días en el estado.

### Gobierno federal
El presidente Jair Bolsonaro se pronunció por el Twitter, prestando condolencias a los familiares de las víctimas. El Ministro de la Educación, Ricardo Vélez Rodríguez, expresó solidaridad: "Mis sentimientos a las familias. Expreso mi repúdio a esa manifestación de violencia. Acompañaré de cerca la investigación de los hechos". El ministro-jefe de la Casa Civil, Onyx Lorenzoni, mandó condolencias a las familias de las víctimas a través de su cuenta en el Twitter. La Ministra de la Mujer, de la Familia y de los Derechos Humanos, Damares Alves, lamentó el ocurrido y colocó el Ministerio a la disposición para prestar la asistencia necesaria.

### Poder legislativo
Rodrigo Maia, Presidente de la Cámara de los Diputados, manifestó su solidaridad a las familias de las víctimas y habló que "es hora de lo Brasil unir fuerzas y cualificaciones para comprender lo que hubo e impedir la repetición de masacres como este". Después de la tragedia ser informada, parlamentarias levantaron nuevamente la cuestión polémica del desarme, así como de la ampliación en la facilidad del acceso la armas de fuego en Brasil. Personalidades políticas utilizaron de las redes sociales para hacer críticas al acceso de armas de fuego. El presidente de Senado, Davi Alcolumbre, también se solidarizó con los familiares de las víctimas, a través de su cuenta en el Twitter, y habló que espera "que las reales causas desala tragedia sean descubiertas".
El diputado federal de São Paulo, Júnior Bozella, quería crear un proyecto de ley como reacción a la tragedia, justificando que los videojuegos violentos pueden llevar a los jóvenes a cometer "actos masivos de violencia". La propuesta de Júnior fue criticada por varios sectores, quienes la consideraron como un "retroceso de la censura" que podría traer problemas económicos al país.

### Poder judicial
El Supremo Tribunal Federal, a través de su presidente el ministro Días Toffoli, divulgó nota de pesar que fue leída por el mismo en la apertura de la sesión ordinaria del Plenario realizada en la tarde del día 13 de marzo, donde fue manifestada su solidaridad a las familias y amigos de las víctimas, como también para toda la sociedad, que en las palabras del ministro "es víctima de este tipo de tragedia" y que "no podemos aceptar que el odio entre en nuestra sociedad”.
Días después de la masacre, la policía brasileña arrestó a Guilherme Vitor Grilo de Oliveira, de 17 años, quien presuntamente estuvo involucrado en el tiroteo, ayudando al dúo de tiradores a planear la masacre y proporcionándoles un contacto con el que compraron la pistola usadas en la masacre. Según las investigaciones, Guilherme Grilo estaría dispuesto a participar en el tiroteo junto a Taucci y De Castro. Sin embargo, tuvo una pelea con Guilherme Taucci, pues Grilo asistía a la iglesia, y a Taucci no le agradaba esto, pues él era ateo, además de que la hermana de Grilo estudiaba en el mismo colegio. Por dichos motivos, Taucci decidido quitar del plan a Grilo y no le aviso el día de la masacre. Guilherme Grillo fue enviado 4 días a un correccional de menores y luego fue puesto en libertad

### Prensa
La tragedia ganó notoriedad en la prensa nacional y llamó la atención también de la prensa internacional, siendo vehiculada en periódicos como BBC News, Le Figaro, Focus, El País, The Guardian, entre otros. Parte de la prensa repercutió también el hecho del presidente Jair Bolsonaro no haber se pronunciado sobre la tragedia tan luego las informaciones se confirmaban, haciéndolo sólo 6 horas después del ocurrido, vía Twitter.

## Crímenes de imitación
La masacre en Suzano (la cual en sí fue muy influenciada e inspirada por la masacre de la Escuela Secundaria de Columbine) ha sido a su vez base de inspiración para varios crímenes de imitación en Brasil y el resto del continente. Algunos ejemplos son:
- Ataque en la escuela municipal de educación primaria Éber Louzada Zippinotti, ocurrido el 19 de agosto de 2022. El exestudiante de 18 años, Henrique Lira Trad, atacó su antigua escuela con ballestas, cuchillos y bombas molotov, logrando herir como consecuencia a tres personas antes de ser sometido y subsecuentemente arrestado. Lira Trad se sintió "inspirado" por los acontecimientos en Suzano y, según él, quería matar a la mayor cantidad de personas posible antes de provocar un enfrentamiento con la policía en el que sería abatido. Fue condenado por seis cargos de homicidio frustrado.[36]
- Tiroteo escolar de Aracruz, ocurrido el 25 de noviembre de 2022.
- Ataque a la Escuela Estatal Thomazia Montoro, ocurrido el 27 de marzo de 2023.
- Tiroteo en el colegio estatal Profesora Helena Kolody, ocurrido el 19 de junio de 2023.[37]
- Ataque en el Plantel Olímpica de la Universidad Tecnológica de Guadalajara, ocurrido el 6 de marzo de 2024.[38]
- Tiroteo en la Escuela Secundaria de Antioch, ocurrido el 22 de enero de 2025. Un estudiante de 17 años, identificado como Solomon Henderson, asesinó a una compañera y hirió a otro con una pistola Taurus antes de quitarse su propia vida. El perpetrador había previamente subido varias fotos en redes sociales imitando a atacantes escolares previos, entre ellos a Guilherme Taucci.[39]